# 關東鐵道KiHa 5000型柴聯車
關東鐵道KiHa 5000型柴聯車（日语：／ Kantō Tetsudō Kiha 5000-gata kidōsha）是關東鐵道常總線使用的通勤型柴聯車，並於2009年10月1日開始投入運轉。
本型車由新潟運輸系統負責製造，其生產的車輛總數為4輛。車體外側使用白色作為塗裝，窗戶下面則搭配紅色與藍色的條紋，象徵著行走在鬼怒川與小貝川之間的常總線。車內的座椅則採用顏色較明亮的布料，並配置垂直式的扶手。